# Hynek Maxa
Hynek Maxa (7. května 1922, Praha – 9. prosince 2001, Praha) byl český operní pěvec – barytonista a pěvecký pedagog.

## Biografie
Narodil se roku 1922 v Praze. Kvůli svému židovskému původu se v období nacistické okupace musel skrývat, zatímco jeho rodina byla deportována do Terezína a Osvětimi. V tomto směru jsou jeho osudy velmi podobné příběhu Władysława Szpilmana, polsko-židovského pianisty a skladatele, který byl vylíčen ve filmu Romana Polanského Pianista. Právě ve tragických chvílích odloučení od rodiny a existenciální nejistoty se zrodil jeho vztah k hudbě, ke zpěvu. Jeho hlas mu zde doslova zachránil život.
Po návratu do Prahy se soukromě vzdělával u italského operního pěvce Fernanda Carpiho (1876–1959), sólisty Metropolitní opery v New Yorku a učitele mnoha významných osobností světové klasické i populární hudby (Zinka Milanovová, Maria Tauberová, Gösta Björling, Ernst Haefliger, Geraint Evans, Suzanne Danco), u kterého se mu dostalo perfektního hudebního vzdělání, především v klasické italské pěvecké technice starých mistrů. Nutno podotknout, že prostředí Carpiho školy bylo ve své době "renesančním místem", kam se sjížděly zájemci o studium z celé Evropy.
Začínal ve sboru Národního divadla, kde však kvůli nevhodnému politickému posudku a osobní averzi tehdejšího vedení nemohl kariérně postoupit dále. Od roku 1959 však byl z podnětu významného českého dirigenta Zdeňka Košlera angažován jako sólista v Olomouci, kde působil jako přední barytonista 26 sezon. Vedle rolí základního repertoáru (Rigoletto ve stejnojmenné opeře G. Verdiho, Scarpia v Tosce G. Pucciniho atd.) vynikl jako malíř Mathis ve stejnojmenné Hindemithově opeře, Flambeau v Honeggerově Orlíku, Filip v Donu Carlosovi G. Verdiho a Telramund ve Wagnerově Lohengrinovi. Ze sféry populární hudby pak nelze nezmínit hlavní roli v muzikálu Joea Dariona a Mitcha Leigha Man of La Mancha. Hostoval v Německu, Rakousku, Itálii, Francii, Rumunsku aj. Intenzivně se věnoval rovněž koncertní činnosti. Za vše jmenujme jeho vynikající interpretaci cyklu na smrt Jana Palacha (hudba: Jan Bedřich, text: Jaroslava Nohelová) Plamenný meč, který vznikl z jeho osobní iniciativy. Po celou dobu své divadelní kariéry se věnoval pedagogické činnosti. Jeho pokračovatelkou se stala jeho nejlepší studentka a pozdější manželka Jaroslava Maxová, česká operní pěvkyně a pěvecká pedagožka.
Na sklonku svého života působil jako učitel zpěvu na jedné z fakult Univerzity Karlovy v Praze.

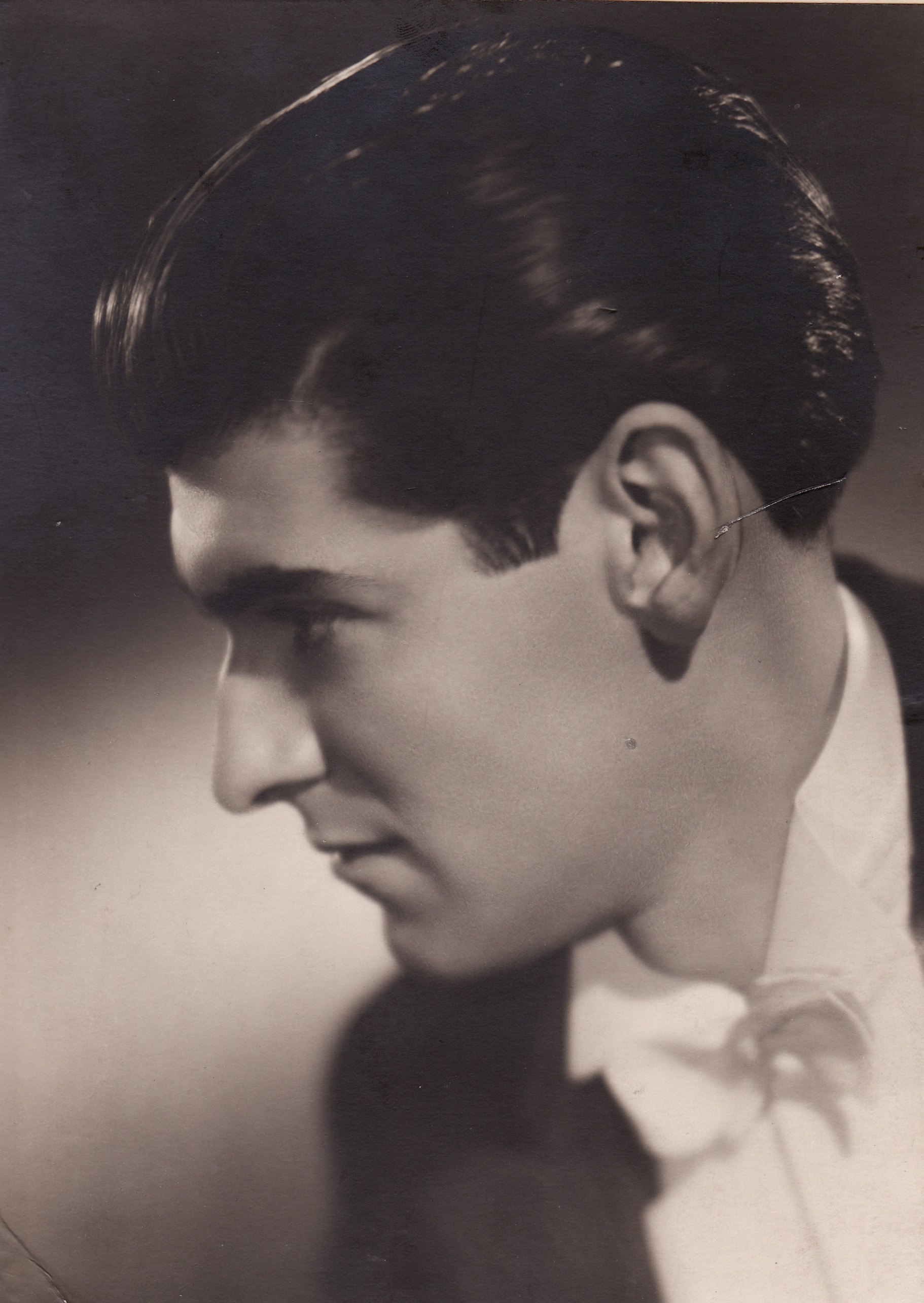
Hynek Maxa v době svých studií u Fernanda Carpiho

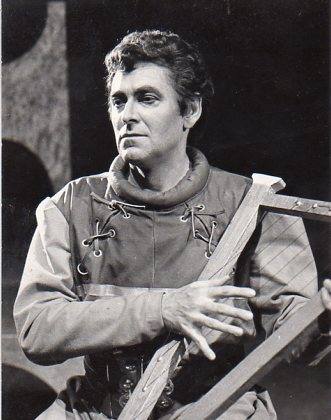
Hynek Maxa v opeře Mistři pěvci norimberští